# سوکما
سوکما (به انگلیسی: Sukma) یک منطقهٔ مسکونی در هند است که در چتیسگر واقع شده‌است. سوکما ۱۳٬۹۲۶ نفر جمعیت دارد و ۲۱۰ متر بالاتر از سطح دریا واقع شده‌است.